# 奈拉滨
奈拉滨（商品名有：Arranon、Atriance）是一种含氮有机化合物，化学式C
11H
15N
5O
5，能用作T细胞急性淋巴细胞白血病（T-ALL）的化学疗法药物。